# 印度共产主义革命联盟
印度共产主义革命联盟（英语：Communist Revolutionary League of India）是印度西孟加拉邦的一个共产主义政党。该党由Ashim Chatterjee领导，他原是印度共产党（马列）的学生工作领导人。该党曾是印度共产主义者和民主社会主义者联盟的成员。